# 東道後温泉郷
東道後温泉郷（ひがしどうごおんせんきょう）は、愛媛県松山市（旧国伊予国）の南久米町、北久米町、鷹ノ子町、星岡町、福音寺町の周辺に湧出する温泉の総称。
数カ所の源泉があり、温泉郷となっている。東道後温泉久米之癒、東道後のそらともり、鷹の子温泉、媛彦温泉、星乃岡温泉もこの温泉郷に含まれる。
温泉守護神は、東道後神社である。

## 泉質
- アルカリ性単純温泉
  - 源泉温度 32.8 - 48.0℃（数種類の源泉で浴槽の温度を調節している）

### 効能
- 神経痛、筋肉痛、関節痛、五十肩

※注 : 効能はその効果を万人に保証するものではない

## 温泉街
数軒の温浴施設、旅館、ホテルが点在する。

## 歴史
- 1941年 温泉郡久米村(現松山市南久米町)において温泉掘削に着手
- 1942年 9月 温泉の湧出を確認するも、戦時下の折掘削工事を中止
- 1946年 12月 南海地震発生、湧出していた温泉が完全に止まってしまう
- 1962年 8月 戦前に試みた温泉掘削を再開、温泉湧出
- 1962年 11月 久米の井温泉（第１源泉）確保
- 1963年 4月 東道後温泉第２源泉の掘削に成功
- 1963年 9月 東道後温泉第３源泉の掘削に成功
- 1964年 5月 東道後温泉第５源泉の掘削に成功
- 1964年 12月 東道後温泉第４源泉の掘削に成功
- 1966年 5月 東道後温泉第６源泉の掘削に成功
- 1967年 4月 東道後温泉第７源泉の掘削に成功
- 1968年 7月 東道後温泉第８源泉の掘削に成功

鷹ノ子温泉は、開湯伝説によれば弘法大師の発見とされる。但し、現在の鷹ノ子温泉は昭和39年に開発されたものだが、その源泉を利用した温泉旅館は2008年にオオノ開発株式会社(媛彦温泉の経営母体)に買収され、新しいホテルと温浴施設が2012年11月11日に開業した。

## アクセス
伊予鉄道横河原線、福音寺駅、北久米駅、久米駅下車。
媛彦温泉へは久米駅で伊予鉄バス10番線に乗換、繁多寺口停留所下車。
尚、団体で予約すれば送迎バスを差し向ける施設もある。